# Pierre-Louis Manuel
Pour les articles homonymes, voir Manuel.
Pierre-Louis Manuel, né le 1er juillet 1751 à Montargis et mort guillotiné le 14 novembre 1793 à Paris est un intellectuel français de l'Ancien Régime et un homme politique de la Révolution. 
Formé pour devenir prêtre, tonsuré en 1774, il renonce à cette carrière et s'installe en 1775 à Paris où il occupe des emplois d'enseignant tout en publiant divers ouvrages. Partisan de la Révolution, il entre dès 1789 dans la nouvelle municipalité parisienne. En 1792, il est un des artisans de l'insurrection du 10 août. Membre de la Commune insurrectionnelle, il est chargé de l'incarcération de Louis XVI au Temple (septembre 1792). 
Élu député de la Seine à la Convention, il entre dans l'opposition à la Montagne dès les débuts du procès du roi, vote contre la mort en janvier 1793 et démissionne dès le verdict prononcé (19 janvier). Retiré à Montargis où il se cache plus ou moins bien, il est arrêté le 20 août 1793 et condamné à mort par le Tribunal révolutionnaire de Paris, notamment pour sa prise de position lors du procès du roi.

## Biographie

### Origines familiales et formation
Il est issu d'une famille modeste de marchands de toile. Sa mère est originaire de Montargis et son père, vendeur ambulant de passementerie, de Barcelonnette. 
Destiné à la prêtrise, Il fait ses études secondaires au collège des Barnabites de Montargis, puis entre au grand séminaire de Sens, siège d'un archevêché. 
Il entre dans la Congrégation enseignante des frères de la doctrine chrétienne et est tonsuré en 1774.

### À Paris sous l'Ancien Régime (1775-1789)

#### Enseignant et auteur
Mais il part pour Paris en 1775, renonçant définitivement à cette carrière. Il est d'abord répétiteur dans un collège, puis devient précepteur des enfants d'un riche financier[Qui ?]. 
Durant cette période, il publie quelques ouvrages sous le manteau et se fait colporteur d'ouvrages clandestins[réf. nécessaire].

#### Manuel selon lesMémoiresde Lenoir
Selon les Mémoires de Jean-Charles-Pierre Lenoir (« Sûreté » 19 / f.  57 et note 58), il est aussi salarié par la police de Paris (comme « espion » ou « mouchard ») et aurait dénoncé un certain Sanson, garçon d'imprimerie protégé par Necker. Toujours selon la même source, lors d'une perquisition, on saisit à son domicile des ouvrages clandestins de sa composition et « une garniture de boutons représentant des figures de l’Arétin. Il était sur le point d’être conduit à Bicêtre quand le duc d’Orléans le « réclama » ainsi que sa « garniture de boutons ».[pas clair].
Il est écroué à la Bastille du 3 février au 7 avril 1786 pour l'une de ses productions clandestines ou encore[pas clair] pour des nouvelles à la main qu'il déclare lors de son interrogatoire tenir de M. de Rumard, conseiller au parlement. Bien qu'il prétende n'avoir souffert lors de son incarcération « d'autre incommodité que l'ennui » (Peuchet, op. cit. p. 251), il en aurait gardé un grand ressentiment contre l'administration de la police de l'Ancien Régime. Selon le même auteur, il est à l'époque l'un des admirateurs du comte de Mirabeau, dont il éditera les Lettres à Sophie en 1792.

### La première Révolution (1789-1792)

#### Période de la Constituante (1789-1791)
Durant l'été 1789, il participe aux événements parisiens avec enthousiasme, joue un rôle dans les premières émeutes et devient membre de la municipalité provisoire de Paris, « administrateur de la police, du département de la librairie, des spectacles et attributions accessoires ».
Il est avec Léonard Bourdon un des signataires des diplômes remis aux Vainqueurs de la Bastille. 
Il devient membre du Club des Jacobins. À la fin de l'année 1789. Dans le troisième numéro des Révolutions de France et de Brabant, il dédie un article au nom de la société des Amis de la Constitution de Montargis dont il est président, au duc de Chartres. 

#### Période de la Législative (septembre 1791-août 1792)
En septembre 1791, il est élu procureur syndic de la municipalité de Paris, responsable de l’exécution des lois et arrêtés. 
Suspendu un temps par le directoire du département de la Seine, il est défendu par l'Assemblée législative qui lui rend sa place[réf. nécessaire]. 
Le 17 avril 1792, il accuse Beaumarchais de malversations dans l'affaire des fusils de Hollande (ce dernier sera arrêté le 23 août).
Bras droit du maire Jérôme Pétion, il est ainsi un des instigateurs de la journée du 20 juin 1792. 
Le  30 juillet, la Législative décrète la suppression de la Commune, mais, menacée d'une insurrection par Manuel, elle n'en fait rien. 

### La République (1792-1793)

#### La chute de la monarchie (3-10 août 1792) et ses suites
Il  soutient l'action de Pétion et des 47 sections de Paris lors des journées du 3 au 10 août 1792 comme membre de la commune insurrectionnelle.
Le 13 août, il est nommé  procureur syndic de la Commune de Paris et, après en avoir fait proposition devant l'Assemblée, il emmène Louis XVI à la prison du Temple. Il est jusqu'à sa mort en fréquente relation avec le souverain déchu auquel il apprend en personne l'instauration de la République.
Il est chargé par le conseil général de l'Assemblée d'assurer la sécurité du Temple le 3 septembre. Son rôle dans les massacres de Septembre est controversé. Certains témoignages l'accusent de laxisme, d'autres, comme celui de Pierre-Jean-Baptiste Nougaret, lui prêtent une complicité avec les massacreurs. Selon d'autres sources, peu avant les massacres, il requiert la sortie des prisonniers pour dette ainsi que celle de Mme de Tourzel et de Jean-Jacques Duval d'Éprémesnil. Il se défend avec véhémence de toute responsabilité dans les événements, accuse la ville de Paris d'être complice, selon ses termes, de cette « Saint-Barthélémy des Français » et ses propos suscitent une dispute au club des Jacobins avec son collègue Jacques Alexis Thuriot. 

#### Député à la Convention (septembre 1792)
Élu à la Convention nationale, comme député de la Seine, il est nommé « commissaire chargé de rendre compte de l'état de la ville de Paris », puis suppléant au Comité d’instruction publique. Il obtient la suppression de la croix de Saint-Louis mais sa proposition de  vente du château de Versailles est rejetée.

#### Manuel et le procès du Roi (novembre 1792-janvier 1793)
Son attitude envers le Roi se modifie totalement dès le 7 novembre lorsque le député Jean-Baptiste Mailhe présente un projet de décret sur le jugement du Roi et les formes pour y procéder. L'attitude de Louis XVI lorsque Manuel vint lui annoncer l'abolition de la royauté le trouble profondément au point que jusqu'alors ennemi déclaré du Roi, il propose à la tribune de l'Assemblée que tout défenseur de Louis XVI soit sous la sauvegarde de la loi. ^
Le 3 décembre, il donne son avis sur le sort de Louis XVI et le 6, il déclare à la Convention : « La Convention nationale ne peut commettre un assassinat. Je demande que Louis XVI soit entendu. » Ses interventions en faveur du Roi font croire un moment qu’il est devenu fou. Le 15 décembre, il est exclu du Club des Jacobins. 
Un mois plus tard, en dépit des positions qu'il a affichées, il vote la culpabilité du Roi comme tous ses collègues. Le lendemain, il vote pour la ratification du jugement du peuple, le 17 janvier, pour la détention dans un fort ailleurs qu’à Paris, puis la déportation. Accordant une interview à un journaliste étranger, il ose affirmer que "si Louis XVI est condamné, assurément sa mort sera celle d'un saint".
Lorsque la peine de mort est effectivement prononcée contre le Roi, il quitte la salle et envoie sa démission par lettre. Les Montagnards l’accusent d'avoir, en tant que secrétaire de séance, tenté de falsifier les résultats de l’appel nominal, ce qui est exact.

#### Du retrait de la vie politique à la mort (janvier-novembre 1793)
Il se retire à Montargis, où il est l'objet d'une tentative d'assassinat en mars 1793. 
Retiré de la vie politique, il se serait rendu selon Nougaret dans un château à Fontainebleau.[pas clair]
Un événement politique majeur intervient en juin 1793 : les Girondins, qui dominaient jusque là, sont victime d'une journée révolutionnaire qui contraint la Convention à voter la déchéance de 29 députés girondins (Condorcet, Vergniaud, etc.). Les Montagnards prennent alors le pouvoir et lancent la traque contre tous leurs ennemis.
Manuel est arrêté le 20 août 1793 à Montargis où il se cache. Transféré à Paris, à la prison de l'Abbaye, il comparaît devant le Tribunal révolutionnaire. Condamné à la peine de mort pour avoir voulu sauver le roi et comme coupable de conspiration contre la République, il est guillotiné le 14 novembre 1793.

## Œuvres
- Lettre d'un officier des gardes du corps, 1786, in-8.
- Coup d'œil philosophique sur le règne de St Louis, Paris, 1786, in-8.
- L'Année française ou Vie des hommes illustres qui ont honoré la France ou par leur talens ou par leurs services et sur-tout par leurs vertus. Pour tous les jours de l'année, Nyon-Paris, 1788, 4 volumes in-12.
- Les Voyages de l'opinion dans les quatre parties du monde, 1789 (six numéros d'un journal éphémère[pas clair])
- Lettre a la reine (1789)
- Sur la séance nationale du vingt-cinq juin et lettre à Monsieur le comte d'Artois sur la séance royale du 23 (1789)
- Seconde lettre à Monsieur le comte d'Artois (1789)
- Le nobiliaire des trois ordres (1789)
- La Police de Paris dévoilée. Tome premier'Tome second, avec gravure et tableau, Paris, Garnery, 1791)  
  - Sa place d'administrateur de la police et du département de la librairie au sein de la municipalité puis de la Commune, lui permet de composer cet ouvrage, collection de documents de la Bastille avec commentaires de l'auteur qui est une charge contre l'Ancien Régime et sa police et connait un vif succès à l'époque.
- Lettre a Monsieur, frere du roi (1791)
- Lettre de M. Manuel, procureur de la Commune de Paris, aux ministres (1791)
- Lettres sur la Révolution, 1792 (attribué par Michaud[pas clair]).
- Le trone des Français ne s'emporte pas. lettre superbe & extraordinaire de M. Manuel, procureur de la Commune de Paris, au roi (1792)
- P. Manuel a ses concitoyens  (1793)
- P. Manuel aux officiers municipaux de Montargis (1793)
- Opinion de P. Manuel, sur la premiere question, pour le jugement de Louis XVI (1793)

Il est aussi l'éditeur de 
- Mirabeau, Lettres originales de Mirabeau : écrites du donjon de Vincennes [à] Sophie Ruffey, marquise de Monnier, Paris, Garnery, 1792. 
  - Cette publication lui vaut un procès qu'il remporte contre la famille de l'intéressé.

#### Documents
- Jean-Charles-Pierre Lenoir, Mémoires manuscrits, Bibliothèque municipale d'Orléans, ms 1422.
- Charpentier, La Bastille dévoilée ou Recueil de pièces authentiques pour servir à son histoire, Paris, Desenne, 1789-90, 2 volumes.
- Jean-Baptiste Cléry, Journal de ce qui s'est passé à la tour du Temple pendant la captivité de Louis XVI, suivi des dernières heures de ce prince par l'abbé Edgeworth de Frémond, son confesseur et de détails curieux sur les quatre prisonniers du temple qui ont survécu à Louis XVI, Paris, Amédée Saintin et Thomine, 1838.

#### Notices et livres sur Manuel
- « Pierre-Louis Manuel », dans Adolphe Robert et Gaston Cougny, Dictionnaire des parlementaires français, Edgar Bourloton, 1889-1891 [détail de l’édition]
- « Pierre-Louis Manuel », dans Louis-Gabriel Michaud, Biographie universelle ancienne et moderne : histoire par ordre alphabétique de la vie publique et privée de tous les hommes avec la collaboration de plus de 300 savants et littérateurs français ou étrangers, 2e édition, 1843-1865 [détail de l’édition]
- Huguette Leloup-Audibert, Pierre-Louis Manuel (1753-1793), du pouvoir à l'échafaud, Éditions de l'Ecluse, 2006

#### Ouvrages sur la Révolution
- Nicolas-Toussaint Lemoyne-Desessarts,  Les Siècles littéraires de la France[pas clair], Paris, 1801, t. IV.
- Pierre-Jean-Baptiste Nougaret, Histoire de la guerre civile en France, Paris, Lerouge, 1803, t. II
- Jacques Peuchet, Mémoires des contemporains [...] Mémoires sur Mirabeau, Paris, Bossange, 1824, 5e livraison, tome I, 1er volume.
- Philippe-Joseph-Benjamin Buchez (éd.),  Histoire parlementaire de la Révolution française, Paris, Paulin, 1835, t. VIII, t. XXII[pas clair]
- Jules-Édouard Alboize de Pujol et Auguste Maquet, Les Prisons de l'Europe, Paris, 1845, t. II.